# Митрополит крушевачки Давид
Давид (световно Мирослав Перовић; Ђураковац, 17. јул 1953) је архиепископ и митрополит крушевачки и ванредни професор на Православном богословском факултету Универзитета у Београду.

## Биографија
Рођен је 17. јула 1953. године у Ђураковцу, на Метохији, на простору Епархије рашко-призренске. Основну школу је похађао у Истоку, Ђураковцу и Пећи. Гимназију је завршио у Пећи (1972).
Бавио се студијама књижевности на Филолошком факултету у Београду, а филмском и телевизијском режијом на Академији за позориште, филм, радио и телевизију у Београду (1972—1976). Теологију је студирао на Богословском факултету Српске православне цркве у Београду (1977—1983).
Монашки постриг је примио у царској Лаври Високи Дечани (1983). Предавао је као суплент у богословијама Света три јерарха у Крки и Свете браће Кирила и Методија у Призрену (1983—1989).
Припремао је докторски рад на тему „Заједница Духа светога по учењу Светог Василија Великог“, у класи патролога Стилијаноса Пападопулоса, на теолошком факултету у Атини (1989—1994). Као асистент, а затим као доцент, он континуирано предаје хришћанску етику (са аскетиком) и аскетско богословље, на Православном богословском факултету Универзитета у Београду (1995—2010). Студија цивилизација слике (символ, слика, знак), и остали објављени радови (25), признати су му као еквивалент магистарским студијама и раду на матичном факултету (1996).
Богословске предмете догматику и етику, предавао је на Духовној академији Светог Василија Острошког у Србињу (1995—1997).
Бавио се француском филологијом на Сорбони и на Француској алијанси за језике у Паризу (1995—1997. и 1999).
Започео је докторски рад на тему „Христологија Светог Максима Исповедника на основу Писама XII—XV и XIX-ог“ (1999) у Школи за високе студије при Сорбони, у класи професора Алена Л-Буљуека, патролога.
Учествовао је у црквеној мисији за пријем православних старокалендараца Француза — Окситанаца (област Гаскоња) у крило Српске православне цркве, као и у преговорима са Французима, припадницима Православне католичке француске цркве (LECOF), ради њиховог пријема у крило Епархије за Француску и западну Европу.
Докторски рад на догматско-патролошку тему „Пневматологија Светог Василија Великог“, одбранио је на Православном богословском факултету Универзитета у Београду (2002).
Године 2002. постављен је за доцента на Катедри за хришћанску етику (с аскетиком). У међувремену је постављен за предавача на Катедри за аскетско богословље (општи смер) матичног факултета (2005—2007).
22. новембра 2020. године, након сахране Патријарха српског господина Иринеја на којој је служио опело, тестиран је позитивно на вирус корона и пребачен у КБЦ Др Драгиша Мишовић.

## Епископ
На пролећном редовном заседању Светог архијерејског сабора СПЦ одржаном од 16. до 26. маја 2011. године, јерођакон др Давид Перовић изабран је за првог епископа обновљене Епископије крушевачке.
Дана 2. јуна (по новом календару) на Спасовдан у Вазнесењској цркви у Београду је рукоположење у чин јеромонаха од стране патријарха српског Иринеја.
Дана 12. јула, на Петровдан у Цркви Светих апостола Петра и Павла у Топчидеру произвођење у чин протосинђела.
Дана 17. јула, у Храму Светог апостола Луке на Кошутњаку од стране патријарха Иринеја произвођење у чин архимандрита.
Устоличен је 24. јула 2011. у Цркви Светог великомученика Георгија у Крушевцу од стране патријарха српског Иринеја.

## Радови
Своје радове и преводе објављује у црквеним часописима, и код других издавача. Сарадник је на књигама, уџбеницима, часописима, монографијама, зборницима, антологијама, као и на преводима (богословски текстови, химнографија, веронаука, књижевност, теорија и егзегеза филма, филозофија, наука). Преводи са грчког, француског, енглеског и руског. Објављује књиге.
Сарађивао је у настанку документарних филмова и телевизијских емисија и серијала (Буквар Православља, Вероучитељ у кући, Црква и језик, Планета Косово, Каржес—врата Оријента, Живот по Јеванђељу). Саоснивач је и сценариста филмског студија Наос, при Православном богословском факултету у Београду, и у оквиру Издавачког фонда АЕМ/СПЦ.
Учесник је домаћих и међународних хришћанских скупова и фестивала (Београд, Фрушка гора, Охрид, Струга, Тезе, Лавардак, Лондон, Есекс, Торино, Москва, Оптина, Нитријска пустиња, Ротердам), теолошких и научних симпозијума (Београд, Атина, Александруполис, Солун, Париз, Оксфорд, Каиро, Јаш, Сибиу, Бозе, Србиње, Загреб, Перој) и трибина (Београд, Нови Сад, Суботица, Пожаревац, Пријепоље, Подгорица, Ниш, Крагујевац, Лазаревац, Требиње, Пећ).
- Перовић, Давид (2001). „Дијалог са антихалкидонцима: Христологија Светога Максима Исповедника у Писмима XII-XV” (PDF). Богословље: Часопис Православног богословског факултета у Београду. 45 (1-2): 153—161. Архивирано из оригинала (PDF) 24. 09. 2020. г. Приступљено 24. 03. 2018.
- Поповић, Радомир В.; Перовић, Давид, ур. (2005). 950 година од Великог раскола (1054) и 800 година од пада Цариграда у руке крсташа (1204): Међународни научни симпосион. Београд: Православни богословски факултет.